# أوتوكاد للهندسة المعمارية
أوتوكاد للهندسة المعمارية (ويختصر ACA) هي نسخة من برنامج أوتوكاد التابعه لشركة البرمجيات الرائدة أوتودسك. تشمل أدوات ووظائف تناسب الأعمال المعمارية، صُممت مكونات البرنامج بطريقة ذكية فمثلأ، هناك علاقة للنافذة بالجدار الذي يحتوي عليها. فإذا أزيل الجدار أو حُرك، ستستجيب النافذة وفقاً لذلك. ويمكن تمثيل المحتويات بالرسم ثنائي الأبعاد وثلاثي الأبعاد.

## وصلات خارجية
- Autodesk User Group International (AUGI)

1. ↑  Autodesk AutoCAD Architecture نسخة محفوظة 20 يوليو 2014 على موقع واي باك مشين.